# NGC 1756
NGC 1756 är en öppen stjärnhop i Stora magellanska molnet i stjärnbilden Svärdfisken. Den upptäcktes år 1836 av John Herschel.